# تپه سیاهکله
تپه سیاهکله مربوط به دوران پیش از تاریخ ایران باستان تا دوران‌های تاریخی پس از اسلام است و در شهرستان دورود، بخش مرکزی، روستای سیاهکله واقع شده و این اثر در تاریخ ۷ آذر ۱۳۸۳ با شمارهٔ ثبت ۱۱۲۳۶ به‌عنوان یکی از آثار ملی ایران به ثبت رسیده است.